# Иконопоштовање
Поштовање икона, односно иконофилија (иконофилство) или иконодулија (иконодулство), представља хришћанско теолошко учење о поштовању икона. Учење је утврђено на Седмом васељенском сабору, одржаном 787. године у Цариграду, а касније је потврђено и на помесном Цариградском сабору, одржаном 843. године.
На поменутим саборима одбачено је иконоборство, које је тежило ка потпуном уништењу икона. Такође је одбачена и иконолатрија, која је представљала другу крајност, оличену у претераном обожавању икона. Тим поводом, Православна црква је стала на становиште да иконе треба поштовати, али не и обожавати, пошто се тиме запада у идолопоклонство. „Правилним“ поштовањем светих икона, побожност се посредством ликова представљених на иконама усмерава према Богу, као једином извору сваке благодати. Такво учење о поштовању икона, поред Православне цркве, прихвата и Римокатоличка црква, као и поједине протестантске цркве.

## Историја
Након што су римски паганизам, добровољно или присилно, прихватили хришћанство, навикнути на обожавање кипова и слика, почели су осликавати најпре Христа, а затим и друге људе. Како су свеци заменили богове, а Исус (врховног) Бога, иконе су замениле кипове и постале општеприхваћене.
Слике Христа, Богородице, светаца и библијских сцена познате су у хришћанству још од II века. До IV века зидови хришћанских цркава били су украшени таквим сликама. Свети Василије Велики, у знак сећања на мученика Варлаама, охрабрује уметнике да осликају подвиге светитеља. Свети Јован Златоуст пише о иконама Мелетија Антиохијског и Теодорета Кирског који се продају у Риму.
Током III века, због активног прогона хришћана иконе су прикривене и веома симболичне. Главна симболичка слика Христа били су Јагње и Риба.
Током VIII века, када су многи хришћани одлучили судити по Библији, где Бог категорички забрањује прављење кипова, а самим тим и икона, дошло је до појаве иконоборства у Византијском царству, што је кулминирало 726. године забраном употребе икона од стране византијског цара Лава III (717-741), који је издао више едиката против поштовања икона у периоду (726-729). Након вишедеценијских сукоба две стране, спор је коначно решен на Седмом васељенском сабору где је обожавање и икона и клањање њима дозвољено, а иконоборство осуђено као јерес:
Ми се држимо неизменљиво свих Црквених завештаних нам писаних и неписаних предања, од којих је једно и изображавање иконичког живописа, јер је сагласно историји јеванђељске проповеди, ради потврђивања истинитог а не привидног очовечења Бога Логоса, и служи једнакој истоветној користи, пошто ствари које једна на другу указују очигледно да имају и узајамне појаве.
Пошто је то све тако, ми идући царским путем и следујући богонадахнутом учењу Светих Отаца наших и предању Саборне Цркве — јер знамо да је то предање Духа Светога Који обитава у њој — одређујемо са сваком пажњом и тачношћу: да се паралелно са знаком Часног и Животворног крста постављају часне и свете иконе — које су одговарајуће урађене од боја и мозаика и другог материјала — у светим Божијим црквама, на свештеним сасудима и одеждама, на зидовима и даскама, у кућама и по путевима: икону Господа и Бога и Спаса нашег Исуса Христа, и Пречисте Владичице наше Свете Богородице, и Часних Анђела, и свих Светих и Преподобних људи. Јер уколико се ове стално посматрају у иконичним изображењима, утолико се и они који их гледају покрећу ка жељењу и подражавању самих оригинала. И да се овима једнако одаје целивање и почасно поклоњење али не и истинско служење по вери нашој, које приличи само Божанској Природи, него да као што знаку Часног и Животворног Крста и Светим Јеванђељима и осталим свештеним посветама, тако да и у част ових чинимо принос кађења и светлости, као што је то био побожан обичај и у древних (Хришћана). Јер част која се одаје икони (лику) прелази на оригинал (прволик) и ко се поклања икони, поклања се личности онога који је на њој насликан.
Јер тако се утврђује наука Светих Отаца наших, то јест предање Саборне Цркве, која је с краја на крај земље примила Јеванђеље. Тако следујемо за Павлом, који је Христом говорио, и за свим Апостолским божанским скупом и за Отачком светињом, држећи се предања која смо примили. Тако ћемо пророчки певати Цркви победничке песме: „Радуј се веома, кћери Сионска! Проповедај, кћери Јерусалимска! Ликуј и весели се свим срцем својим, јер уклони Господ од тебе све неправде противника твојих; избављена си из руку непријатеља твојих! Господ Цар је испред тебе, више нећеш видети зла, и мир ће бити на теби у вечна времена“ (Соф 3,14-15; Вар 3,13).
Оне пак који се дрзну да другачије (о овиме) мисле или уче, или сходно поганим јеретицима да одбацују Црквена предања и измишљају неку новину; или одбацују нешто од онога што је Цркви предато: Јеванђеље или знак Часног крста или живописање икона или свете мошти мученика; или подло и злобно измишљају да би порекли нешто од узакоњених предања Саборне Цркве; или још да се као профаним служе свештеним сасудима или часним манастирима — (за такве), ако су Епископи или клирици, наређујемо да се свргну, а ако су монаси да се одлуче од Причешћа. 
Орос Седмог васељенског сабора
Прве недеље Часнога поста, слави се као Недеља православља као спомен на Седми васељенски сабор, одржан у Никеји 787. године кад је, закључцима овога сабора, означена победа над иконоборством и поновно успостављање иконопоштовања.